# アメリカオオハシシギ
アメリカオオハシシギ（亜米利加大嘴鴫、学名:Limnodromus griseus ) は、チドリ目シギ科に分類される鳥類の一種である。

## 分布
アラスカ南部、カナダ中部で繁殖し、冬季は北アメリカ南部、中央アメリカ、南アメリカ北部の海岸地域に渡り越冬する。
日本では迷鳥として、1982年9月神奈川県で初めて記録され、その後、静岡県・徳島県で記録がある。

## 形態
全長約28cm。体色等はオオハシシギとよく似ている。成鳥夏羽は、顔から腹は橙褐色で淡色の眉斑と黒褐色の通眼線がある。胸から脇腹にかけて黒い丸斑と横斑がある。成鳥冬羽は、頭上や体の上面は濃い灰褐色で、眉斑は白い。体の下面は白っぽい。嘴は黒く長く伸びているが、オオハシシギと比べると短い。
雌雄同色である。 

## 生態
非繁殖時には、海沿いの水田や湿地、干潟に生息する。
鳴き声は早口で、「テュ　テュ　テュ」。

## 保全状態評価
- VULNERABLE (IUCN Red List Ver. 3.1 (2001))